# 小黑河 (南定河支流)
小黑河是云南省沧源佤族自治县的一条河流，属怒江水系。发源于班洪乡东北部窝坎大山的西侧，上游叫富公河，那底寨以下河段因多青苔水显黑色而得名“小黑河”。小黑河流经芒卡镇后，在耿马孟定注入南定河。主干河长约100千米，流域面积247平方千米，年径流量4亿立方米，平均流量13.3立方米/秒，水力资源理论蕴藏量8.17万千瓦。河源窝坎大山高程2605.4米，分水岭地带属南滚河国家级自然保护区，东与澜沧江流域勐董河相邻。主要支流有南满河、南柯河等，最大支流为下游右岸的南令河，河长19.9千米，集水面积119.1平方千米。在尹明德《中英滇緬界務交涉史》所附〈滇緬南段未定界圖〉中，寫為「小南滾河」，並標示英圖缺小字。與之相對，向西南流入潞江的南滾河則標「大南滾河」。

## 资料来源
1. ↑  沧源佤族自治县地方志编撰委员会. . 昆明: 云南民族出版社. 1998年12月: 56. ISBN 7-5367-1498-X.
2. ↑  沧源佤族自治县概况编写组、修订委员会. . 北京: 民族出版社. 2007年11月: 8. ISBN 978-7-105-08553-8.
3. ↑  沧源佤族自治县民族中学地理室; 沧源佤族自治县交通局. . 昆明: 云南科技出版社. 2002年12月: 18-19. ISBN 7-5416-1753-9.
4. ↑  施玉. . ein.ynnu.edu.cn. 佤族大辞典. 2013-01-17  [2017-12-15]. （原始内容存档于2017-12-16）.
5. ↑  尹明德. . 雲南財政廳印刷局. 1933-04: 86.